# Viktor Weber von Webenau
Viktor Weber, Edler von Webenau, né le 13 novembre 1861 au château de Neuhaus en Carinthie, Autriche et mort le 6 mai 1932 à Innsbruck, était général dans l'armée austro-hongroise pendant la Première Guerre mondiale. Il fut le chef de la commission de l’armistice austro-hongroise qui conclut l'armistice avec la Triple-Entente et avec l'Italie le 3 novembre 1918.

## Carrière militaire
Il passa son enfance à Graz. Après avoir terminé ses études générales il intégra l’École militaire d'infanterie (promotion cadets) à Liebenau, près de Graz. Il fut assigné au 27e bataillon de chasseurs le 12 novembre 1878 et promu au grade de brigadier de chasseurs le 18 août 1879.
Le 1er novembre 1880, il fut nommé sous-lieutenant et il servit au sein du même bataillon jusqu’au mois d’octobre 1893. Il fut promu au rang de lieutenant le 1er mai 1886 puis au grade de capitaine le 1er novembre 1892. Le 27e bataillon de chasseurs fut intégré le 1er octobre 1893 au Régiment royal des chasseurs tyroliens qu’il intégra comme l'ensemble de son unité. 
Le 10 janvier 1895, il fut muté au 20e bataillon de chasseurs. Le 2 mai 1898, il fut rattaché à l'état-major général, où il passa l’examen de commandant. Le 1er novembre 1898, il fut nommé commandant responsable de la 27e division d’infanterie stationnée à Košice (en allemand : Kaschau). Le 1er novembre 1901, après trois ans de service à ce poste, il fut promu au rang de second officier de l'état-major général au quartier général du 2e corps d’armée stationné à Vienne, dans la capitale autrichienne, puis il fut promu au grade de lieutenant-colonel le 1er mai 1902.
Il était habituel que les officiers de l’état-major général servissent au sein des troupes et Weber fut nommé commandant de bataillon du 68e régiment d’infanterie stationné à Sarajevo. Le 1er mai 1905, il fut promu au rang de colonel. En 1905, il fut décoré de la Croix du mérite de guerre. Le 18 avril 1907 il fut nommé commandant du 69e régiment d’infanterie du général Johann Mörk von Mörkenstein à Pécs. Ce régiment était composé presque exclusivement de soldats hongrois. Après cette expérience qui fut un succès, il fut appelé au commandement de la 4e brigade de montagne à Dubrovnik qui appartenait à la 47e division d’infanterie du 16e corps d'armée. 
Il fut décoré de la Croix de l'Officier de l’ordre de François-Joseph et de l’ordre de la Couronne de fer 3e classe, puis il fut promu au rang de major-général le 1er mai 1911. Le 27 avril 1914, il fut muté à Vienne au Tribunal militaire, dont il fut nommé le vice-président le 20 juin 1914.

## La Première Guerre mondiale

### La guerre contre le Royaume du Monténégro
Le 1er août 1914, il fut promu au grade de maréchal, remplaça le lieutenant maréchal Friedrich Novak et fut chargé du commandement de la 47e division d'infanterie de Cattaro (Kotor en serbe). Cette division était responsable de la défense de la base navale austro-hongroise contre les attaques terrestres et maritimes à proximité de la frontière monténégrine. Sous le commandement unifié du général Stephan Sarkotić il conduit avec succès en janvier 1916 la 47e division d’infanterie du XIXe corps d’armée commandé par le lieutenant maréchal Ignaz Trollmann contre le royaume du Monténégro. La bataille débuta par l’attaque du Lovćen, position stratégique importante surplombant la baie de Cattaro.
L’artillerie terrestre et navale ouvrit le feu le matin du 8 janvier 1916 et les quatre brigades de montagne de la 47e division d’infanterie déclenchèrent l’attaque simultanément sous la couverture de l’artillerie. Sous le commandement de Weber ils occupèrent après peu de temps des points stratégiquement importants. Lors de l’assaut à la mitrailleuse des forces monténégrines, les troupes autrichiennes n’étant plus protégées par l’artillerie, Weber installa personnellement une batterie d’obusiers de montagne qui détruisit la batterie de mortiers monténégrine. La progression des troupes était soutenue et en 48 heures le col de Krstac et le sommet de Lovćen furent occupés. 
Le 27 juin 1922, lors de la 189e cérémonie de remise Viktor Weber Edler von Webenau fut décoré de la Croix de Chevalier de l’Ordre de Marie-Thérèse pour son courage extraordinaire témoigné pendant les opérations de Lovćen et pour avoir fait preuve de solides qualités de commandement de la 47e division d'infanterie.

### Gouverneur militaire de Monténégro
À la suite de la signature de l'armistice avec le Monténégro le 25 janvier 1916, Weber, qui était le chef de la commission de l'armistice fut désigné par l'empereur gouverneur militaire de Monténégro le 26 février 1916. Le lieutenant maréchal Rudolf Braun remplaça Weber à la tête de la 47e division d'infanterie. Weber remplissait cette fonction jusqu'au 10 juillet 1917. Le ministre-président autrichien Heinrich von Clam-Martinic fut rappelé par l'empereur Charles Ier d'Autriche et nommé gouverneur militaire de Monténégro.

### Retour sur le champ de bataille
Weber fut nommé commandant du Xe corps d'armée sur le front de l'Est et remplaça le colonel général Karl Křitek. En février 1918, il fut déchargé provisoirement par le Feldmarschall-Leutnant Franz Kanik, puis il fut nommé General der Infanterie le 1er novembre 1917. Le Xe corps d'armée fut rebaptisé 4e commando général dont Weber devint le commandant en avril 1918. Quelques semaines plus tard il fut remplacé par le général commandant de corps d'armée Heinrich Goiginger. Weber fut nommé le successeur du Feldmarschall-Leutnant Ferdinand Kosak (it) et devint le commandant général du XVIIIe corps d'armée. Mais, en juillet 1918, il fut nommé à la tête du VIe corps d'armée où il remplaça le General der Infanterie Ernst Kletter von Gromnik. Il remplit cette fonction jusqu'en octobre 1918. Les affectations répétées et de courtes durées pendant les deux dernières années de la guerre reflétaient bien l'indécision de l'état-major général dont le commandement était assuré par l'empereur Charles Ier.

### Chef de la commission de l'armistice
Pendant la bataille de Vittorio Veneto, Weber fut nommé chef de la délégation austro-hongroise mandatée pour négocier l'armistice avec l'Italie. La monarchie autrichienne était militairement épuisée, les troupes souffraient de graves problèmes de ravitaillement, les peuples de l'empire aspiraient à l'indépendance. La poursuite des combats était insensée malgré la présence massive des troupes austro-hongroises sur le territoire ennemi. 
La commission formée début d'octobre installa son quartier général au Trentin (WelschTirol) le 28 octobre 1918. L'armistice de Villa Giusti, signé le 3 novembre 1918 à la Villa Giusti (près de Padoue) et entré en vigueur le 4 novembre, correspondait plutôt à une capitulation inconditionnelle en raison des exigences inflexibles des adversaires. Les pays vainqueurs voulaient profiter de la faiblesse de l'Autriche-Hongrie et imposèrent leurs propres conditions. Pietro Badoglio conduit la délégation de la Triple-Entente. La commission austro-hongroise accepta l'évacuation du Tyrol jusqu'à l'angle de col du Brenner et du col de Resia (Reschenpass en allemand), de la vallée de Kanal (Val Canale en italien), de Trieste, de l'Istrie et da la Dalmatie. La délégation austro-hongroise accepta, malgré la protestation du général Weber que les troupes de la Triple Entente circulassent librement sur le territoire de l'Autriche-Hongrie. 
Le message que l'armistice aurait été conclu amena aussitôt certaines unités autrichiennes à déposer les armes 36 heures avant le cessez-le-feu italien. Cela était dû à l'épuisement total des soldats qui souhaitaient la fin des combats et à la transmission encombrée des ordres à travers la hiérarchie militaire. Les Italiens tiraient profit de la situation et occupaient des territoires qu'ils n'avaient jamais pris pendant la guerre. Avant l'entrée en vigueur de l'armistice, ils avaient capturé 350 000 soldats austro-hongrois dont nombre perdirent la vie dans les mois suivants en raison du manque d'approvisionnement. L'armée de l'Isonzo seule réussit à se retirer et à échapper en grande partie à la capture. 
Le général Weber signa l'armistice avant la réception du consentement de l'état-major général. Plus tard, il justifia sa décision (les notes de la rédaction en italique):
« Sa Majesté statua dans son manifeste du 17 octobre 1918 (le 16 octobre) sur la fédéralisation de la Monarchie sans déterminer les concepts conducteurs communs qui auraient permis d'agir de manière concertée jusqu'à la fin de la guerre. Le lien qui unissait les soldats de la Monarchie au sein de l'armée pour réaliser un but commun fut ainsi déchiré. Certains États récemment indépendants retirèrent leurs contingents du front.. Alors que chaque heure de retard contribua à augmenter le nombre des victimes, le Conseil d'État refusa d'assumer sa responsabilité. (Le Conseil d'État de l'Autriche allemande s'abstint de se prononcer concernant l'armistice et l'empereur était obligé de prendre la décision). Devant la détresse de ma patrie et sans aucune instruction nouvelle (elle arriva quelques heures plus tard) je pris la décision en tant que chef de la commission de l'armistice d'assumer toute responsabilité... »

## Les années d'après-guerre
Le général Weber prit sa retraite en janvier 1919. Il gardait la nationalité hongroise mais il partageait désormais son existence entre Méran, Wiesbaden et la Suisse. Il est mort à Innsbruck le 6 mai 1932.

## Sources
- (de) Cet article est partiellement ou en totalité issu de l’article de Wikipédia en allemand intitulé « Viktor Weber von Webenau » (voir la liste des auteurs).